# 扎里奇內區

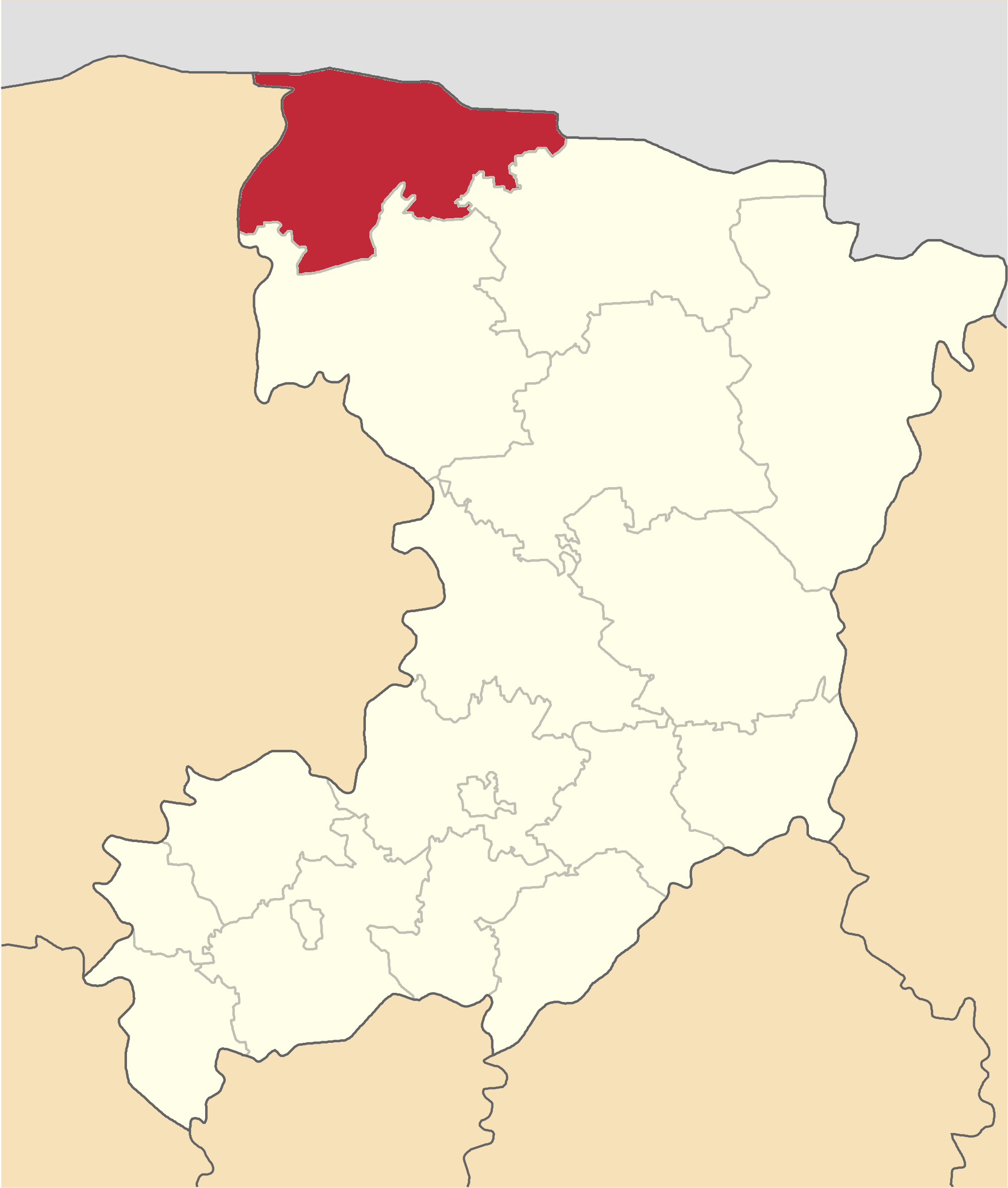
扎里奇内區在里夫内州的位置

扎里奇内區（烏克蘭語：Зарічненський район）是位於烏克蘭西北部羅夫諾州的舊區，行政中心为扎里奇内，並於2020年被撤銷。該區面積1,442平方公里，2015年人口35,554，人口密度每平方公里24.66人。